# Mirabello Ciria
Mirabello Ciria è l'unica frazione di Casalmorano in provincia di Cremona.

## Storia
La località era un piccolo borgo agricolo di antica origine del Contado di Cremona con 128 abitanti a metà Settecento.
In età napoleonica, dal 1809 al 1816, Mirabello fu già frazione di Casalmorano, recuperando però l'autonomia con la costituzione del Regno Lombardo-Veneto.
All'unità d'Italia nel 1861, il comune contava 360 abitanti. Due anni dopo assunse il nome ufficiale di Mirabello Ciria per distinguersi dalle località omonime.
Nel 1867 il comune di Mirabello Ciria venne aggregato al comune di Casalmorano.